# Gare de Loutsk
La gare de Loutsk (en ukrainien : Луцьк (станція)) est une gare ferroviaire située dans la ville de Loutsk dans l'Oblast de Volhynie, en Ukraine.

## Situation ferroviaire
La gare est exploitée par Lviv Railways.

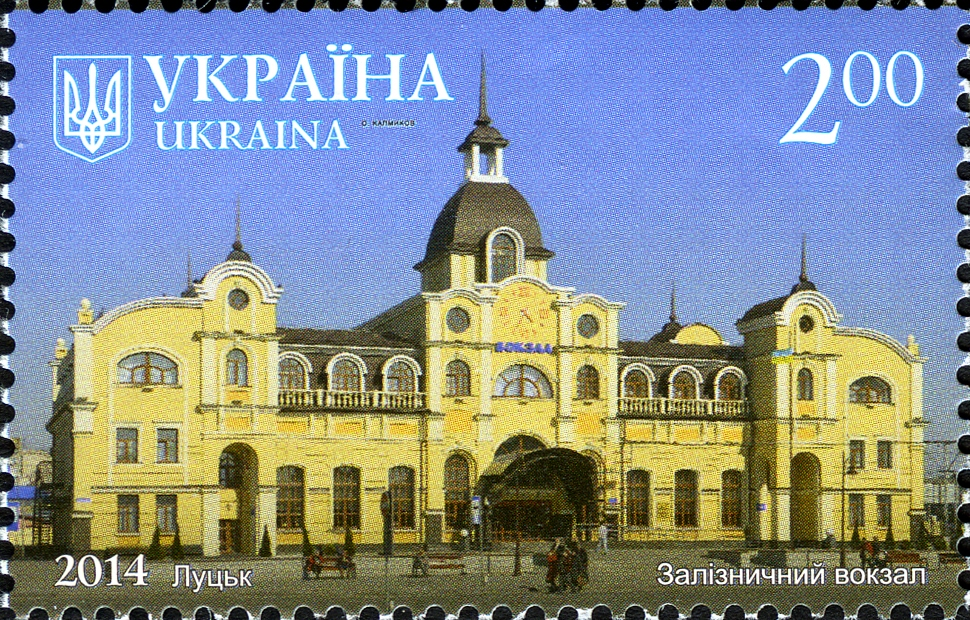
Utilisée sur un timbre ukrainien.

## Histoire

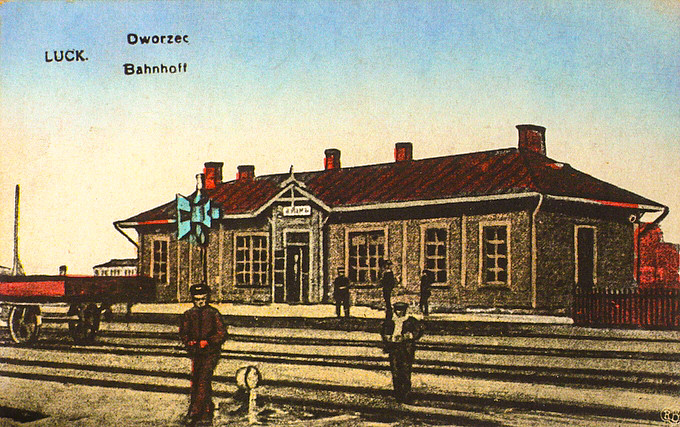
La gare en 1910.